# Opisthopatus
Opisthopatus é um género de invertebrado da família Peripatopsidae.
Este género contém as seguintes espécies:
- Opisthopatus roseus